# Клетський район
Клетський район (рос. Клетский район) — муніципальне утворення у Волгоградській області.
Розташований на території українського історичного та культурного краю Жовтий Клин.